# Hawkwind
Hawkwind er et britisk rock-band og en af de tidligste space rock-grupper, som blev dannet i 1969. Deres sangtekster har meget fokus på byer og science fiction temaer. Fantasy- og science fiction-forfatteren Michael Moorcock har lejlighedsvis arbejdet sammen med bandet. 

## Medlemmer
| År   | Vokal                         | Saxofon, fjøjte              | Lead guitar eller Violin (v)    | Guitar, Synthesizer | Bas                              | Keyboard, Synthesizer    | Trommer     |
| ---- | ----------------------------- | ---------------------------- | ------------------------------- | ------------------- | -------------------------------- | ------------------------ | ----------- |
| 1969 |                               | Nik Turner                   | Mick Slattery                   | Dave Brock          | John Harrison                    | Dikmik                   | Terry Ollis |
| 1970 | Huw Lloyd-Langton             | Nik Turner                   | John Harrison, Thomas Crimble   | Dave Brock          |                                  | Dikmik                   | Terry Ollis |
| 1971 |                               | Nik Turner                   | Dave Anderson                   | Dave Brock          | Dikmik & Del Dettmar             |                          | Terry Ollis |
| 1972 | Robert Calvert                | Nik Turner                   | Lemmy                           | Dave Brock          | Dikmik & Del Dettmar             | Simon King               |             |
| 1973 | Robert Calvert                | Nik Turner                   | Lemmy                           | Dave Brock          | Dikmik & Del Dettmar             | Simon King               |             |
| 1974 |                               | Nik Turner                   | Lemmy                           | Dave Brock          | Del Dettmar & Simon House        | Simon King               |             |
| 1975 | (Michael Moorcock)            | Nik Turner                   | Lemmy                           | Dave Brock          | Simon House                      | Simon King & Alan Powell |             |
| 1976 | Robert Calvert                | Nik Turner                   | Paul Rudolph                    | Dave Brock          | Simon House                      | Simon King & Alan Powell |             |
| 1977 | Robert Calvert                |                              | Adrian Shaw                     | Dave Brock          | Simon House                      | Simon King               |             |
| 1978 | Robert Calvert                | Harvey Bainbridge            | Simon House, Steve Swindells    | Dave Brock          | Simon King & Martin Griffin      |                          |             |
| 1979 |                               | Harvey Bainbridge            | Huw Lloyd-Langton               | Dave Brock          | Tim Blake                        | Simon King               |             |
| 1980 | Tim Blake, Keith Hale         | Harvey Bainbridge            | Huw Lloyd-Langton               | Dave Brock          | Ginger Baker                     |                          |             |
| 1981 | (Michael Moorcock)            | Harvey Bainbridge            | Huw Lloyd-Langton               | Dave Brock          |                                  | Martin Griffin           |             |
| 1982 |                               | Harvey Bainbridge            | Huw Lloyd-Langton               | Dave Brock          | Nik Turner                       | Martin Griffin           |             |
| 1983 | Dead Fred                     | Harvey Bainbridge            | Huw Lloyd-Langton               | Dave Brock          | Nik Turner                       | Andy Anderson            |             |
| 1984 | Harvey Bainbridge, Alan Davey | Dead Fred, Harvey Bainbridge | Huw Lloyd-Langton               | Dave Brock          | Nik Turner                       | Clive Deamer             |             |
| 1985 |                               | Alan Davey                   | Huw Lloyd-Langton               | Dave Brock          | Harvey Bainbridge                | Danny Thompson Jr        |             |
| 1986 |                               | Alan Davey                   | Huw Lloyd-Langton               | Dave Brock          | Harvey Bainbridge                | Danny Thompson Jr        |             |
| 1987 |                               | Alan Davey                   | Huw Lloyd-Langton               | Dave Brock          | Harvey Bainbridge                | Danny Thompson Jr        |             |
| 1988 |                               | Alan Davey                   | Huw Lloyd-Langton               | Dave Brock          | Harvey Bainbridge                | Danny Thompson Jr        |             |
| 1989 | Bridget Wishart               | Alan Davey                   | Simon House (v)                 | Dave Brock          | Harvey Bainbridge                | Richard Chadwick         |             |
| 1990 | Bridget Wishart               | Alan Davey                   | Simon House (v)                 | Dave Brock          | Harvey Bainbridge                | Richard Chadwick         |             |
| 1991 | Bridget Wishart               | Alan Davey                   | Simon House (v)                 | Dave Brock          | Harvey Bainbridge                | Richard Chadwick         |             |
| 1992 |                               | Alan Davey                   |                                 | Dave Brock          |                                  | Richard Chadwick         |             |
| 1993 |                               | Alan Davey                   |                                 | Dave Brock          |                                  | Richard Chadwick         |             |
| 1994 |                               | Alan Davey                   |                                 | Dave Brock          |                                  | Richard Chadwick         |             |
| 1995 | Ron Tree                      | Alan Davey                   | (Jerry Richards)                | Dave Brock          |                                  | Richard Chadwick         |             |
| 1996 | Ron Tree                      | Alan Davey                   |                                 | Dave Brock          |                                  | Richard Chadwick         |             |
| 1997 | (Captain Rizz)                | Jerry Richards               | Ron Tree                        | Dave Brock          |                                  | Richard Chadwick         |             |
| 1998 | (Captain Rizz)                | Jerry Richards               | Ron Tree                        | Dave Brock          |                                  | Richard Chadwick         |             |
| 1999 | (Captain Rizz)                | Jerry Richards               | Ron Tree                        | Dave Brock          |                                  | Richard Chadwick         |             |
| 2000 | (Captain Rizz)                | (Jez Huggett)                | Ron Tree                        | Dave Brock          | Jerry Richards & Simon House (v) | Richard Chadwick         | Tim Blake   |
| 2001 | (Arthur Brown)                | (Jez Huggett)                | Huw Lloyd-Langton               | Dave Brock          | Alan Davey                       | Richard Chadwick         | Simon House |
| 2002 | (Arthur Brown)                | (Jez Huggett)                | Lloyd-Langton & Simon House (v) | Dave Brock          | Alan Davey                       | Richard Chadwick         | Tim Blake   |
| 2003 | (Arthur Brown)                |                              |                                 | Dave Brock          | Alan Davey                       | Richard Chadwick         |             |
| 2004 |                               | Jason Stuart                 |                                 | Dave Brock          | Alan Davey                       | Richard Chadwick         |             |
| 2005 |                               | Jason Stuart                 |                                 | Dave Brock          | Alan Davey                       | Richard Chadwick         |             |
| 2006 |                               | Jason Stuart                 |                                 | Dave Brock          | Alan Davey                       | Richard Chadwick         |             |
| 2007 | Mr Dibs                       | Jason Stuart                 |                                 | Dave Brock          |                                  | Richard Chadwick         |             |

## Diskografi
| Studiealbums 1970 Hawkwind 1971 In Search of Space 1972 Doremi Fasol Latido 1974 Hall of the Mountain Grill 1975 Warrior on the Edge of Time 1976 Astounding Sounds, Amazing Music 1977 Quark, Strangeness and Charm 1978 25 Years On — Hawklords 1979 PXR5 1980 Levitation 1981 Sonic Attack 1982 Church of Hawkwind 1982 Choose Your Masques 1985 The Chronicle of the Black Sword 1988 The Xenon Codex 1990 Space Bandits 1992 Electric Tepee 1993 It Is the Business of the Future to Be Dangerous 1995 White Zone — Psychedelic Warriors 1995 Alien 4 1997 Distant Horizons 1999 In Your Area — live and studio 2000 Spacebrock — Dave Brock solo 2005 Take Me to Your Leader 2006 Take Me to Your Future 2010 Blood of the Earth 2012 Onwards 2016 The Machine Stops 2017 Into the Woods 2018 The Road to Utopia 2019 All Aboard the Skylark 2020 Carnivorous 2021 Somnia 2023 The Future Never Waits 2024 Stories from Time and Space 2025 There Is No Space for Us | Live albuma 1973 Space Ritual 1980 Live Seventy Nine 1986 Live Chronicles 1991 Palace Springs 1994 The Business Trip 1996 Love in Space 1999 Hawkwind 1997 2001 Yule Ritual 2002 Canterbury Fayre 2001 2004 Spaced Out in London 2008 Knights of Space | Arkiv albums 1980 The Weird Tapes Volumes 1-8 (1966-1983) 1983 The Text of Festival (1970-1971) 1983 Zones (1980 and 1982) 1984 This Is Hawkwind, Do Not Panic (1980 and 1984) 1984 Bring Me the Head of Yuri Gagarin (1973) 1984 Space Ritual Volume 2 (1972) 1985 Hawkwind Anthology (1967-1982) 1987 Out & Intake (1982 and 1986) 1991 BBC Radio 1 Live in Concert (1972) 1992 The Friday Rock Show Sessions (1985) 1992 Hawklords Live (1978) 1992 California Brainstorm (1990) 1995 Undisclosed Files Addendum (1984 and 1988) 1997 The 1999 Party (1974) 1999 Glastonbury 90 (1990) 1999 Choose Your Masques: Collectors Series Volume 2 (1982) 1999 Complete '79: Collectors Series Volume 1 (1979) 2000 Atomhenge 76 (1976) 2002 Live 1990 (1990) |